# تمرين عضلات الذراع الأمامية

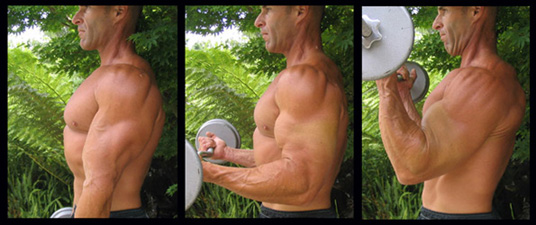

يُشير تمرين عضلات الذراع الأمامية (بالإنجليزية: biceps curl)‏ إلى أي من تمارين رفع الأثقال التي تستهدف العضلة ذات الرأسين.
يمكن استخذام هذا التمرين عبر:
- ثقالات حديد
- حديد مستقيمة أو حديدة E-Z
- حبل متصل بكرة
- عبر الآلة